# Samognat

Samognat este o comună în departamentul Ain din estul Franței.